# Punta Nava
La punta Nava, también llamada punta Navas o punta Nova es un accidente geográfico costero ubicado en el departamento Deseado de la provincia de Santa Cruz (Argentina), más específicamente en la posición  47°02′01″S 66°40′01″O / -47.03361, -66.66694. Se ubica en la costa sur del golfo San Jorge. 
La punta Nava representa el límite occidental de la Reserva Natural Monte Loayza. Este accidente ha aportado variados restos paleontológicos de fauna marina oligocenica y miocénica.